# Рудник Талісман
Рудник Талісман – колишнє гірничодобувне підприємство на Північному острові Нової Зеландії.
Вперше золото в районі гори Карангахаке виявили у 1869 році, а в 1875-му після офіційного дозволу реєструвати гірничі ліцензії тут застовбили біля шести сотень ділянок. Втім, алювіальні розсипи не виправдали сподівань і вже через два місяці більшість золотошукачів полишила регіон. Подальша розвідка відкрила корінні поклади золота, передусім у виявленому в 1882-му рудному полі Марія, що й принесли Карангахаке відомість одного з головних центрів золотодобувної промисловості Нової Зеландії. Найбільшим рудником у підсумку став Талісман, яким опікувалась створена в 1894-му Talisman Gold Mining Company.
Розробка велась підземним способом, при цьому первісно використовували вісім рівнів штолень, закладених на схилі гори з звичайним інтервалом у 60 метрів (хоча за потреби він міг зменшуватись). В 1900-му з штольні 8-го (найнижчого) рівня заклали сліпу шахту глибиною біля 300 метрів, яка сягнула щонайменше 13-го рівня (саме рівні з 8 по 13 були головними в період з 1906 по 1914 роки, коли рудник досягнув найбільшої продуктивності). В 1904-му Talisman Gold Mining придбала сусідній рудник Вудсток, що недавно зупинив роботу, та облаштувала через його підземні виробітки доступ до 14 рівня рудника Талісман, з якого по колодязях можливо було дістатись на 15 та 16 рівні. Загальна вертикальна протяжність підземного рудника становила біля 700 метрів.
Якщо в 1898-му з шахти вилучили 4,2 тисячі тонн руди (кварцитів), а в 1902-му цей показник становив 13,4 тисяч тонн, то вже у 1903-му він зріс до 47,3 тисячі тонн, а в 1914-му досягнув найбільшого рівня за всю історію рудника з показником у 52,2 тисячі тонн. Дала почалось падіння видобутку і вже у 1919-му він припинився, а наступного року компанія пішла на ліквідацію.
Всього за час існування копальні з неї отримали 109 тонн дорогоцінних металів – золота та срібла. Можливо відзначити, що в цілому весь гірничодобувний район гори Карангахаке видав дещо більше за 120 тонн дорогоцінних металів, з яких на золото припадала одна чверть.
З 2004-го правами на ділянку колишнього рудника володіє компанія New Talisman Gold Mines, яка провела значний обсяг геологорозвідувальних робіт та сподівається знову організувати тут видобуток.